# Botanophila tridigitata
Botanophila tridigitata är en tvåvingeart som beskrevs av Fan och Chen 1984. Botanophila tridigitata ingår i släktet Botanophila och familjen blomsterflugor. Inga underarter finns listade i Catalogue of Life.